# El misterio de la isla de Tökland
El misterio de la isla de Tökland es una novela de 1979 escrita por Joan Manuel Gisbert, ganadora de premio Lazarillo.
Gracias a esta obra, el autor fue incluido en la Lista de Honor del premio Andersen a las mejores obras infantiles y juveniles del mundo.

## Argumento
Un excéntrico millonario llamado Anastase Kazatzkian guarda el mayor de los secretos del universo… Y busca a alguien apropiado para desvelarlo. A tal fin construye un laberinto lleno de trampas, pruebas y enigmas,  en el interior de un desconocido y árido islote del Índico llamado Tökland.
Tras esto, lanza un desafío al mundo: aquel que sea capaz de llegar al centro del laberinto y descubrir su secreto, recibirá una gran suma de dinero y se convertirá en depositario de su legado.
Un joven periodista, Nathaniel Maris, es uno de los muchos que aceptan el reto y se aventura para descubrir el secreto del anciano. Sin embargo, abandonó nada más realizar la primera prueba ya que no se creía capacitado para lograrlo. No obstante, se unirá al equipo de Cornelius Berzhot, quien logrará, con su ayuda y la de otros exploradores y descifradores de enigmas, llegar hasta el final.